# 巴哈伊信仰与辅助语言
巴哈伊信仰认为人类在继续使用其各自的母语外，应该选择一个国际辅助语言。其主要的目标是增进全球人类与国家间的交流并促进其团结。同时，此国际辅助语言不应该压制现存的自然语言，因为多样性的统一这一原则必须应用在保护文化多样性上。巴哈伊关于国际辅助语言的原则体现了其致力于在世界主要语言社区之间建立和平与互惠关系典范——而非强势语言的压制弱势语言——的愿景。

## 目的
巴哈伊信仰对人类一体十分重视，认为增进世界人民之前的交流对全球的团结与和平至关重要。同时，巴哈伊将目前的众多语言视为团结的主要障碍，因为这阻碍了信息的自由流通，并使一般大众难以形成对世界事件的全球视角。
国际辅助语言的选择和制度化是巴哈伊信仰的核心原则。巴哈伊信仰的创立者巴哈欧拉在《伊什拉加特书简》及《马克苏德书简》中曾经提及，缺少一个公共的语言是世界团结的主要障碍，不同语言的人们由于误解而缺乏交流破坏了追求世界和平的努力。巴哈欧拉敦促人类选择一个国际辅助语言，并作为在母语之外在学校中教导，他认为这将促进人们之间的理解。巴哈欧拉认为，辅助语言的施行，是世界不同部分之间的团结得以实现的先决条件。巴哈欧拉的儿子阿博都巴哈将推广国际辅助语言这一原则称为“对人类世界的第一服务”，并认为其实这体现了“此时代利益及喜悦人类的伟大成就”。
巴哈欧拉强调，国际辅助语言的使用并非意在取代现有的自然语言，而“多样性的统一”这一原则必须在语言这一议题中体现。巴哈伊认为文化的异质性与团结并不矛盾，巴哈伊的团结观包括了对文化多样性的包容，因为巴哈伊相信多种文化的存在让世界更加丰富多彩。此外，巴哈伊认为，国际辅助语言的使用将减轻强势语言对弱势语言的压迫，人们将更自然的保留自己的母语，进而促进少数文化的保护。

## 语言的选择
无论是巴哈伊宗教经典还是巴哈伊行政管理机构，都没有明确特定的语言为国际辅助语言。巴哈伊信仰文献中曾指出，任何自然或人造的语言均是候选项。而现在占据优势的语言并不自然的作为首选项。巴哈伊信仰文献中还提到，该语言将由语言的规划者选定后由世界政府所决定。巴哈欧拉曾经表示“世界语言要么经由创造产生，要么从现有语言中选取”，同时他认为：
政府官员们应当召开会议，从各种语言中挑选出一种，同时从现存的文字中选择一种，或者创造出一种新的语言和文字，让全世界的儿童在学校里学习。
一部分巴哈伊核心人物曾经对部分可能的语言进行过评论。阿博都巴哈和守基·阿芬第曾经表达过潜在的辅助语言应该简单且易于学习。阿博都巴哈亦曾赞赏世界语的想法，而在十九世纪晚期和二十世纪早期两者确曾存在紧密的关系。虽然阿博都巴哈鼓励大家学习世界语，但他从未明确世界语应该成为辅助语言。
从现有的语言中选取一种语言或新创一种语言的方案有各自的优势。前一种方案将使世界上的部分人不用重新学习，而后一个方案将在在文化上更加中立。

## 母语与多样性的统一
巴哈伊认为提倡国际辅助语言并不威胁现有文化，且巴哈伊并不追求文化的统一。相反，巴哈伊高度评价并致力于促进文化多样性，并将称作“多样性的统一”。而“辅助”这一术语即有其作为母语之外的第二语言之意。由于辅助语言是用于不同语言群体之间的交流，所以它在功能上与母语是分开的。它作为次于主要语言的语言，旨在在不同主要言语社区的成员之间建立可靠的交流。
巴哈伊认为少数群体在整个社会中与其他成员并没有一点不同，其文化权利必须得到重视。而语言与文化息息相关，在巴哈伊宗教文献中中，母语被描述为“一个民族最深刻的特征”，“人类灵性的外衣”，“我们从生至死都需要的空气，从摇篮到坟墓都围绕着我们，是且将一直是人类最具私人性的资产”。尽管文化和语言的变迁再正常不过的，且世界的统一呼声越来越大，但非主流语言和文化的因此快速消亡并非人类乐见的事。由于巴哈伊人关于人类同一性的教义同时强调多样性与统一，即注重和谐而不是简单的相同，因此少数文化权利可以被视为文化正义，而語言權利正是这些文化权利的一部分。

## 延伸阅读
- Compilation from the Baháʼí Writings by the Baháʼí World Centre. . Baháʼí Library Online. 1979  [2020-07-13]. （原始内容存档于2020-11-12）.
- Compilation from the Baháʼí Writings. . Baháʼí Library Online. 2008  [2020-07-13]. （原始内容存档于2020-11-11）.
- ʻAbdu'l-Bahá. . London, UK: Baháʼí Publishing Trust: 1982. 1911  [2020-07-13]. ISBN 0-900125-50-0. （原始内容存档于2021-02-26）.
- ʻAbdu'l-Bahá. . Boston, USA: Tudor Press. 1918.
- ʻAbdu'l-Bahá.  Hardcover. Baháʼí Distribution Service: 1995. 1912  [2020-07-13]. ISBN 1-870989-57-0. （原始内容存档于2021-02-26）.
- ʻAbdu'l-Bahá.  Hardcover. Wilmette, Illinois, USA: Baháʼí Publishing Trust: 1982. 1912  [2020-07-13]. ISBN 0-87743-172-8. （原始内容存档于2020-11-27）.
- ʻAbdu'l-Bahá. . Chicago, USA: Baháʼí Publishing Committee. 1909  [2018-11-29]. （原始内容存档于2020-11-07）.
- Alexander, Antony and Robert Craig. . Baháʼí Library Online. 1996  [2020-07-13]. （原始内容存档于2020-07-13）.
- Zarqáni, Mírzá Mahmúd-i-. . Oxford, UK: George Ronald. 1998 [1913]  [2020-07-13]. ISBN 0-85398-418-2. （原始内容存档于2013-12-28）.